# Йоран Першон
Ханс Йоран Першон (на шведски: Hans Göran Persson) е шведски политик, 31-ви министър-председател на Швеция между 22 март 1996 и 6 октомври 2006 г.

## Биография

#### Ранен живот и образование
Йоран Першон е роден на 20 януари 1949 година в град Вингокер, Швеция.

#### Политическа кариера
През 1979 година е избран за депутат в шведския парламент. През 1994 г. става финансов министър.
През 1996 година е избран за министър-председател на Швеция, оттогава той оглавява Социалдемократическата партия (СДП). Управлението му е знаково с реформите в посока на оздравяване на социалната държава и радикално съкращаване на разходите.
През 2006 година, след оспорвани избори, губи поста си като министър-председател от Фредрик Райнфелд. На 17 март 2007 година губи председателското си място на Социалдемократическата партия, като на негово място застава Мона Салин.